# Arda (Smoljan)
Arda (Bulgaars: Арда) is een dorp in de Bulgaarse Rhodopen. Zij is gelegen in de gemeente Smoljan in de oblast Smoljan. Het dorp Arda ligt op 13 km afstand van de regionale hoofdplaats Smoljan 174 km ten zuidoosten van de hoofdstad Sofia.

## Bevolking
Van de 303 inwoners reageerden er 281 op de optionele volkstelling van 2011. Van deze 281 respondenten identificeerden 279 personen zichzelf als Bulgaren (99,3%), terwijl 2 personen ondefinieerbaar waren.
|  |

Van de 303 inwoners in februari 2011 werden geteld, waren er 27 jonger dan 15 jaar oud (8,9%), gevolgd door 177 personen tussen de 15-64 jaar oud (58,4%) en 99 personen van 65 jaar of ouder (32,7%).

## Geboren
- Valja Balkanska (1942), volkszangeres